# قلعه آقاحمید
قلعه آقاحمید روستایی در دهستان آستانه بخش مرکزی شهرستان شازند استان مرکزی ایران است. مردم این روستا با توجه به موقعیت جغرافیایی روستا که بین دو شهر اراک و بروجرد قرار دارد؛ تلفیقی از گویش اراکی و بروجردی صحبت میکنند.
کوه قرقدر که بزرگترین ارتفاع استان مرکزی میباشد در این روستا واقع شده است. 
در این روستا آثار باستانی بسیار زیادی نهفته شده است که مقدار زیادی از آن توسط افراد سودجو و مکار و بی هویت به غارت رفته است و با پولی که از این میراث باستانی که شناسنامه های کشور محسوب میشود به دست آورده اند صرف افتتاح کارگاه های یخچال سازی شخصی؛ خودروهای لوکس و زندگی لاکچری نموده اند و که از این باب به سایر مردم فخر میفروشند؛ حال انتظار میرود اداره میراث باستانی پیگیری های لازم را انجام داده اموال این افراد خبیث را مصادره نموده و هزینه های به دست آمده را صرف افتتاح مکان های ورزشی و تفریحی در روستا نمایند همچنین با افتتاح موزه سایر آثار باستانی را شناسایی نموده و آن هارا در موزه قرار داده تا مورد بازدید عموم قرار گرفته و اقتصاد روستا نیز شکوفا گردد.

## جمعیت
بر پایه سرشماری عمومی نفوس و مسکن در سال ۱۳۹۵ جمعیت این روستا ۱٬۲۴۵ نفر (۴۲۰خانوار) بوده‌است.